# Escudo de la República Socialista de Eslovenia
El Emblema de la República Socialista de Eslovenia fue adoptado el 17 de enero de  1947 por el gobierno de la República Socialista de Eslovenia. Está basado en el emblema nacional de la RFS de Yugoslavia.

## Descripción
El escudo está compuesto por el monte Triglav que es abrazado por dos haces de trigo y ramas de tilo (que representan la agricultura) rodeados por una cinta roja. Encima del conjunto hay una estrella roja de cinco puntas con borde dorado (símbolo del socialismo).

## Historia
El escudo de armas de la República Socialista de Eslovenia fue diseñado por Branko Simčič sobre la base del símbolo del Frente de Liberación de la Nación Eslovena . El motivo del mar y el monte Triglav apareció en el escudo de armas de la República Socialista de Eslovenia, una de las seis repúblicas constituyentes de la República Federativa Socialista de Yugoslavia . El antiguo escudo de armas estaba redondeado por trigo con hojas de tilo y presentaba una estrella roja en la parte superior. También estaba el otro escudo de armas que presentaba a Yugoslavia en su conjunto.
Después de la disolución de Yugoslavia, se realizó un concurso para el diseño del nuevo escudo de armas de Eslovenia se publicó en mayo de 1991. Lo ganó Marko Pogačnik.